# Pinedes del nord-est de l'Índia-Birmània
Els boscos de pins del nord-est de l'Índia i el Myanmar és una ecoregió forestal de coníferes subtropicals muntanyoses a les muntanyes del nord-est de l'Índia i porcions adjacents a Myanmar (també coneguda com a Birmània). El codi assignat per la WWF per aquesta ecoregió és IM0303.

## Ambientació
L'ecoregió abasta una superfície de 9700 km² dels turons de Naga que amb els de Patkai (inclosos els de Lushai) i els turons de Manipur formen part de l'arc Birmània-Java de muntanyes plegades que corren al sud-est de l'Himàlaia i formen la regió fronterera d'Índia-Birmània. Les pinedes es troben entre els 1500 i els 2.500 metres d'elevació, i es troben en tres enclavaments separats. L'enclavament més gran es troba a la frontera entre l'estat indi de Nagaland i Birmània, i els dos enclavaments més petits creixen a la part sud de l'estat Mizoram de l'Índia, també al llarg de la frontera amb Myanmar. Els boscos de pins es troben envoltats a cotes més baixes pels boscos tropicals predominantment latifolis de Mizoram-Manipur-Kachin i formen part de l'enorme zona de transició de bosc Monsònic Birmà entre les ecozones del sud d'Àsia i d'Indoxina.

## Flora
Els boscos de pins formen un hàbitat poc freqüent a la ecozona Indomalaia. El pi de Tenasserim (Pinus latteri) és l'espècie dominant a cotes més baixes, de vegades associada amb dipterocarps. A les elevacions més elevades, el pi Khasi (P. kesiya) i el pi blau (P. wallichiana) són les espècies predominants, associades a altres arbres perennifolis incloses els hemlocks (Tsuga) i els avets (Abies) i arbres de fulla ampla, inclosos els roures (Quercus) i els aurons, mentre que Rhododendron, Ilex, Prunus i bambú (Arundinaria) són arbusts comuns en el sotabosc.

## Fauna
Tot i que alberguen una varietat menor de fauna que la selva tropical circumdant, aquests boscos de pins són relativament verges i, per tant, són encara hàbitat important per a diverses espècies adaptades a les altures rocoses. Quan la zona fou estudiada per la Societat de Conservació de la Fauna Salvatge als anys cinquanta, entre els mamífers del bosc de pins hi havia serau comú (Capricornis sumatrensis), sambar (Rusa unicolor), muntjac indi (Muntiacus muntjac), senglar (Sus scrofa) i os negre asiàtic (Ursus thibetanus) mentre que els mamífers més petits inclouen esquirols gegants orientals, esquirol volant gegant indi i civetes. Cap d'aquests mamífers és endèmic d'aquesta ecoregió.
Les aus relacionades als censos inclouen Serilophus lunatus, Yuhina bakeri, Periparus rubidiventris, Yuhina gularis, una sèrie de timàlids del vell món, membres del gènere Garrulax com ara Garrulax caerulatus, Garrulax rufogularis, Garrulax striatus, cocoes morades i verdes (gènere Cochoa), Sitta formosa, Melanochlora sultana, fulvetta vinipectus, mentre que gran nombre de tadornes i oques de l'Índia en el riu Chindwin van ser detectades. Es creu que dues espècies més del gènere Garrulax són endèmiques a aquestes muntanyes: Garrulax austeni i Garrulax virgatus.

## Amenaces i preservació
Aquestes muntanyes han estat mal estudiades des de la dècada de 1950, quan es va notar que els paratges s'estaven eliminant sistemàticament per a l'agricultura i aquesta tendència continua avui en dia, provocant una erosió del sòl i una pèrdua d'hàbitat per a la vida salvatge. Així i tot, com no hi ha hagut cap tala comercial, sembla que encara avui dia els boscos de pins es mantenen força intactes.